# NAFC
La Confederación Norteamericana de Fútbol (North American Football Confederation en inglés) (Confédération nord-américaine de football en francés), comúnmente conocida por sus siglas en inglés NAFC, fue una organización que representaba a las asociaciones pertenecientes a la zona geográfica de América del Norte. 
Fue fundada en 1946 y tuvo como miembros originales a las selecciones de México, Cuba y Estados Unidos, más adelante la selección de Canadá ingresaría conformando así los 4 miembros.
Esta confederación tuvo como principal competición la Copa NAFC que se disputó en 1947 y en 1949, resultando campeón México en ambas ocasiones.
En 1961 la NAFC decide unirse a la Confederación Centroamericana y del Caribe de Fútbol (CCCF) para así formar lo que actualmente se conoce como la Confederación de Fútbol Asociación de Norte, Centroamérica y el Caribe (Concacaf).
En 1990 después de 41 años de no jugarse, y con una NAFC disuelta, la Copa NAFC es revivida con el propósito de sustituir al Campeonato de Naciones de la Concacaf. Solo se jugarían 2 ediciones más, siendo la primera en Canadá y la segunda en Estados Unidos; Canadá y México serían los campeones respectivamente. Para 1991 la Copa de Oro de la Concacaf fue instaurada.

## Países miembros
- Estados Unidos
- México
- Cuba (se traspasó a la CCCF en 1955)
- Canadá